# ゾイドタクティクス
『ゾイドタクティクス』は、2005年8月11日にトミー（現・タカラトミー）より発売されたPlayStation 2用ゲームソフト。携帯アプリ版も配信されていた。

## 概要
トミー（現・タカラトミー）が展開するオリジナル玩具「ゾイド」シリーズのシミュレーションRPG。
アニメ『ゾイド-ZOIDS-』のストーリーを主軸に、『ゾイドバトルストーリー』の世界観をリンクさせて、ヘリック共和国とガイロス帝国の戦いをプレイする。バトルストーリー編では、ゾイド公式ファンブックの第4巻（2018年時点の最終刊）以降のネオゼネバス帝国に関係するストーリーを「バトルストーリー　ネオゼネバス編」と銘打って描いている。販売前には「プレイヤーが共和国か帝国を選べる」と紹介していた雑誌記事もあったが、実際には共和国側視点のみでプレイ可能。150種類以上のゾイドと90人以上のキャラクターが登場する。
共和国と帝国の戦争を舞台とする都合上、両国に関係するニンテンドー ゲームキューブ用ゲーム『ZOIDS VS.シリーズ』の登場人物はストーリーに登場する一方で、全く別の時代や世界観を舞台としたアニメ『ゾイド新世紀スラッシュゼロ』『ゾイドフューザーズ』『ゾイドジェネシス』のキャラクターは、クリア後特典のゲストとして登場する。なお、バトルストーリーに登場するキャラクターも、アニメのキャラクターデザインを担当した坂崎忠がデザインした。
トップビューのマップ画面でターンごとにユニットを操作するスタンダードなタイプのシミュレーションゲームだが、ゾイド同士のバトルシーンは3Dモデルのゾイドにより演出される。また、後述の「携帯アプリ版 ゾイドタクティクス」とは連携しており、シナリオやイベントを通じて入手したパスワード（ゲーム中では「別働隊からの電文が入電した」という演出で通知される）を入力すると、PS2版・携帯アプリ版の相互に隠しゾイドやキャラクター、特殊イベントなどをアンロックすることができる。
早期購入者特典として、シールドライガーブロックスのキットが付属する。
2007年3月29日に廉価版となる「ゾイドタクティクス トミコレベスト」が発売された。

### 携帯アプリ版
iモード対応の携帯アプリコンテンツ版「ゾイドタクティクス i」がPS2版に先立つ2005年5月からサービスを開始。また、2007年6月からはYahoo!ケータイ向けに「ゾイドタクティクス S!」が配信された（現在はいずれもサービス終了）。
PS2版と同様に共和国と帝国の戦いをプレイするターン方式のシミュレーションゲームで、PS2版では未登場のゾイドやキャラクターも実装されている。シナリオ／ハンティング／シティランブル／ガレージ／バトルリーグの5種類のモードがある。シナリオモードでは、共和国・帝国・フューザーズ・ジェネシスなどのミッションを選べる。バトルリーグモードでは、全国のプレイヤーとのランキングを競うことができた。月額課金方式。

## ストーリー
アニメ『ゾイド-ZOIDS-』と『ゾイドバトルストーリー』を掛け合わせた「ヘリック共和国・ガイロス帝国・ネオゼネバス帝国の戦争」がメインストーリーとなる。
序盤は、『ゾイド-ZOIDS-』の主人公である少年バンの視点で物語が始まるが、MISSION6「プロイツェンの野望」の選択肢により『ガーディアンフォース編』『バトルストーリー編』の2つにシナリオが分岐する。『ガーディアンフォース編』は、引き続きアニメのストーリーラインに従った展開となってアニメのキャラクターがさらに登場され、後者の『バトルストーリー編』ではバトルストーリー（ゾイド公式ファンブック第2巻以降）のエピソードに準ずる展開となる。ただし、アニメ・バトルストーリーの両方をリンクさせた本作独自の世界観であるため、場面や台詞が大きく省略されたり、公式設定と詳細が矛盾する状況も多い。

## 登場人物

### 『ゾイド-ZOIDS-』
ストーリー序盤よりバンの仲間やライバルとなる人物が登場。分岐点でシナリオがバトルストーリー編に移行すると、オコーネルやクルーガーといった一部の軍人系キャラクターを除くアニメキャラクターの登場は大幅に少なくなる。
- バン・フライハイト（声：岸尾だいすけ）
- フィーネ・エレシーヌ・リネ（声：大本眞基子）
- アーバイン（声：藤原啓治）
- ムンベイ（声：渡辺久美子）
- トーマ・L・シュバルツ（声：伊藤健太郎）
- レイヴン（声：斎賀みつき）
- ロッソ（声：中村大樹）
- ヴィオーラ（声：深見梨加）
- クルーガー（声：園部啓一）
- オコーネル（声：鈴木琢磨）
- スティンガー（声：土田大）
- リーゼ（声：日髙のり子）
- ヒルツ（声：櫻井孝宏）
- Dr.ディ

### 『ゾイドバトルストーリー』
主にバトルストーリー編で活躍する登場人物。アニメに登場しないバトルストーリーキャラクターにも、下記の通りキャラクターボイスが当てられている。さらに、イベントなどでスティブ・ボーン、デュー・エルド、サヤカ・クーインなどが固有グラフィック無し（モブキャラの共和国一般兵）で登場する。
- アーサー・ボーグマン（声：大林隆介）
- レイ・グレック（声：柿原徹也）
- トミー・パリス（声：河本邦弘）
- ロブ・ハーマン（声：堀川仁）
- ルドルフ・ツェペリン（声：石村知子）
- ヴォルフ・ムーロア（声：羽多野渉）
- アンナ・ターレス（声：松来未祐）
- リッツ・ルンシュテッド（声：仁科洋平）
- ズィグナー・フォイヤー（声：河野智之）
- ヨハン・H・シュタウフィン（声：大友直人）
- ギュンター・プロイツェン（声：大塚芳忠）
- カール・L・シュバルツ（声：うえだゆうじ）

### 『ゾイド.VS』
ストーリー中盤以降は、『ゾイド VS.I／II』に登場する共和国軍ブルーユニコン隊と帝国軍ロットティガー隊のメンバーが登場する。また、ネオゼネバス系組織テラガイストのメンバーは序盤から敵側の人物として登場する。
- ザン・フェール（声：うえだゆうじ）
- ティータ・ブリーズ（声：平松晶子）
- アルバーン・ニンバス（声：咲野俊介）
- ショーマ・シュバール（声：野島健児）
- ライナー・グラナート（声：千葉進歩）
- クローディア・ディアマント（声：柚木涼香）
- マックス・ルビン（声：藤原啓治）
- コウキ・デモン（声：浜田賢二）
- バイパー（声：大塚芳忠）
- ガルド・クーガル（声：伊藤健太郎）
- リバイアス・カノーネ（声：川澄綾子）
- レザール・シャル（声：中村大樹）
- レイカ・ヘクセ（声：渡辺美佐）

### 『ゾイド新世紀スラッシュゼロ』
『スラッシュゼロ』のキャラとゾイドはクリア後に遊べるEXステージ内にて敵として登場。
- ビット・クラウド（声：櫻井孝宏）
- リノン・トロス（声：川澄綾子）
- バラッド・ハンター（声：松風雅也）
- ジェミー・ヘメロス（声：斎賀みつき）
- レオン・トロス（声：千葉進歩）
- ナオミ・フリューゲル（声：夏樹リオ）
- ハリー・チャンプ（声：高木渉）
- マリー・チャンプ（声：平松晶子）
- ジャック・シスコ（声：藤原啓治）
- クリス・タスカー（声：柚木涼香）
- ケリー・タスカー（声：比嘉久美子）
- カークランド（声：宮下道央）
- ラインバック（声：堀川仁）
- ストラ・スフィグマ（声：咲野俊介）
- ピアス（声：玉川紗己子）
- ベガ・オブスキュラ（声：くまいもとこ）

### 『ゾイドフューザーズ』
『フューザーズ』のキャラクターとゾイドは、クリア後の特典のEXステージで敵として登場。
- RD（声：野島健児）
- マスクマン（声：中田譲治）
- シグマ（声：勝杏里）
- エミー（声：水野愛日）
- マット（声：恒松あゆみ）
- ガミー（声：梁田清之）
- チャオ（声：恒松あゆみ）
- ブレード（声：間島淳司）
- バートン（声：石野竜三）
- リュック（声：下和田裕貴）
- マロイ（声：山口隆行）
- ラトル（声：桐井大介）
- ラスターニ（声：小西克幸）
- マービス（声：堀之紀）
- キッド（声：咲野俊介）
- アルファ・リヒター（声：関智一）

### 『ゾイドジェネシス』
『ジェネシス』のキャラクターとゾイドは、ゲームクリア後のデータ引き継ぎによる再プレイ時にプレイアブルキャラクターとして追加される。
- ルージ・ファミロン（声：平田宏美）
- ザイリン・ド・ザルツ（声：松本保典）